# 杜威縣 (南達科他州)
杜威縣（英語：Dewey County）是美国南达科他州北部的一個郡，東界密苏里河，南界貝爾富什河。面積6,334平方公里。根据2020年美國人口普查，共有人口5,239人。縣治廷伯湖（Timber Lake）。該縣成立於1883年，縣政府成立於1910年；縣名紀念1873至1877年任達科他領地測量總長的。
全縣土地都位於印第安保留地內。

## 地理
根据美国人口普查局数据杜威縣总面积6,334平方公里，其中5,964平方公里为陆地面积，370平方公里为水域面积，占总面积的5.85%。几乎整个县位于夏延河印第安保留地内，只有其北部边界位于耸石印第安保留地内。杜威縣是南达科他州五个完全位于印第安保留地境内的县之一。

### 主要高速公路
- 212號美國國道（英语：U.S. Route 212）
- 20號南達科他州州道（英语：South Dakota Highway 20）
- 63號南達科他州州道（英语：South Dakota Highway 63）
- 65號南達科他州州道（英语：South Dakota Highway 65）

### 周边县
- 北：科森郡
- 东北：沃爾沃思郡
- 东：波特郡
- 东南：薩利郡
- 南：史坦利郡
- 西：齊巴赫郡

## 人口
在2000年人口普查时杜威縣有5,972名居民，分1,863个户、1,386个家庭，其人口密度为每平方公里一人。74.16%的居民为原住民、24.15%是白人、0.03%是非裔、0.12%是亞裔、0.05%是太平洋島民、0.07%是其它人中、1.42%是混血兒。西裔或其它拉美裔的人占0.85%。14.2%的人是德裔。84.6%说英语。14.4%的人的母语是達科他語。
县内1863个户中43.7%有18岁以下的未成年人、42.9%是结婚夫妇、22.3%是带孩子的单身妇女、25.6%不是家庭、22.1%是单身汉、8.9%有65岁以上的老年人。平均每户3.15人、每个家庭3.66人。
县内的人口结构为38.9%在18岁以下、9.0%在18至24岁之间、27.2%在25至44岁之间、16.6%在45至64岁之间、8.3%在65岁以上。平均年龄为26岁。女子对男子的性别比为100：95.9。成年人的性别比为100：95.0。
县内每户的平均年收入为23,272美元，家庭的平均年收入为24,917美元。男子的平均年收入为21,522美元，女子的平均年收入为18,777美元。人均年收入为9,251美元。约29.8%的家庭和33.6%的人口生活在贫困线以下，其中包括37.7%的未成年人和28.5%的老年人。它是美国人均年收入最低的县。